# Applied Magnetic Resonance
Applied Magnetic Resonance is een internationaal, aan collegiale toetsing onderworpen wetenschappelijk tijdschrift over toepassingen van kernspinresonantie.
De naam wordt in literatuurverwijzingen meestal afgekort tot Appl. Magn. Reson.
Het wordt uitgegeven door Springer Science+Business Media namens de Akademiia nauk SSSR en verschijnt 8 keer per jaar.
Het eerste nummer verscheen in 1990.